# DMT
DMT, N,N-Dimetyltryptamin alternativt N,N-dimetyl-(2-indolyl-(3)-etyl)amin, summaformel C12H16N2, är en kraftigt psykoaktiv enteogen ur klassen tryptaminer. DMT kan enbart intas genom parenterala vägar, det vill säga rökning eller injektion, utan kombinerat intag av MAO-hämmare. Om det intas oralt bryter kroppen ned det till fullo och drogens effekt uteblir. För att förhindra det kan man samtidigt inta en hämmare för det enzym som bryter ned drogen, en MAO-hämmare. I Sydamerika använder urbefolkningen en brygd, ayahuasca, gjord på två olika växter där den ena innehåller DMT och den andra en MAO-hämmare.
Vid rökning av DMT ges kortverkande effekter med ett kraftfullt rus med visuella hallucinationer.
DMT framställdes först helt syntetiskt 1931. Länge trodde man att det var en helt syntetisk drog, tills man efter ungefär 20 år även hittade det i olika växter i naturen. Ämnet bildas vid normal metabolism och finns naturligt i människokroppen. I Norden går det att utvinna drogen ur rörflen, ett vanligt förekommande gräs.
DMT är narkotikaklassat och ingår i förteckning P I i 1971 års psykotropkonvention, samt i förteckning I i Sverige.